# Jetsun Pema
Jetsun Pema (sinh ngày 04 tháng 6 năm 1990) là vương hậu của vương quốc Bhutan, một nước quân chủ lập hiến. Cô kết hôn với quốc vương Bhutan Jigme Khesar Namgyel Wangchuck, lễ thành hôn được tổ chức vào ngày 13 tháng 10 năm 2011, tại Punakha Dzong, trước đó đám cưới hoàng gia đã được tổ chức lần đầu tiên trong Punakha. Jetsun Pema được học tập và đào tạo tại Trường Lawrence Sanawar ở Ấn Độ và sau đó là trường Cao đẳng Regents ở Luân Đôn. Cô là con của một gia đình thường dân và có một vẻ đẹp yêu kiều nổi bật.

## Tiểu sử
Jetsun Pema được sinh ra tại Thimphu vào ngày 04 tháng 6 năm 1990, nơi sinh tại bệnh viện Thimphu. Cha cô là Dhondup Gyaltshen quê ở Trashigang và là cháu trai của Trashigang Dzongpon (Thống đốc vùng Trashigang). Dhondup tốt nghiệp trường Cao đẳng Sherubtse, Kanglung và hành nghề phi công trong suốt 22 năm qua. Mẹ cô là Sonam Choki quê quán ở Bumthang Pangtey.
Jetsun là người con thứ 2 trong gia đình có 5 anh chị em. Ngoài Jetsun còn có 2 anh em trai - Thinlay Norbu và Jigme Namgyal cùng 2 chị em gái - chị cả Yeatso Lhamo và em gái Serchen Doma cũng học tập tại Sanawar ở Ấn Độ. Thời mới đi học, Jetsun Pema tới Thimphu và theo học trường Little Dragon (Tiểu Long) và Sunshine School (giai đoạn 1995-1996) sau đó là trường Trung học cơ sở Changangkha (giai đoạn 1997-1998). Sau đó cô học tập trong tu viện Thánh Giuse. Trong thời gian 1999-2000. Cô học phổ thông trung học tại trường Trung học Lungtenzampa ở Thimphu giai đoạn 2001-2005. Sau đó cô chuyển đến Ấn Độ trong khoảng năm 1999–2000. Cô có sở thích hội họa và bóng rổ.

## Đám cưới
Đám cưới của cô với Vua không khoa trương như nhiều người vẫn nghĩ, hôn lễ của Quốc vương Bhutan đã diễn ra hết sức giản dị. Quốc vương chỉ yêu cầu tổ chức một buổi lễ đơn giản theo truyền thống tại một tu viện có từ thế kỷ thứ 17 trước sự chứng kiến của các thành viên hoàng tộc, không một khách nước ngoài nào được mời dự đám cưới này. Đám cưới diễn ra theo nghi lễ truyền thống bắt đầu vào lúc 8h20 sáng và được tường thuật trực tiếp trên hệ thống phát thanh truyền hình quốc gia. An ninh được thắt chặt, mạng lưới điện thoại bị tắc nghẽn và cảnh sát thực thi việc kiểm soát chặt chẽ trên tất cả các phương tiện trong khu vực rộng lớn xung quanh tu viện.
Quốc vương đã bước xuống ngai vàng để đặt vương miện lên đầu cô dâu. Khi các nhà sư tụng kinh, Quốc vương trở về vị trí của mình, Pema cũng ngồi bên cạnh ngai vàng với vai trò là hoàng hậu mới của Bhutan. Sau buổi lễ ngắn gọn, vua và cô dâu nắm tay nhau bước vào tu viện 300 năm tuổi tại cố đô Punakha để nhận lời chúc tụng của mọi người. Không có sự tham dự của các nguyên thủ quốc gia hay hoàng thân các nước mà chỉ có các thành viên trong gia đình hoàng gia Bhutan trong lễ cưới được phát sóng trực tiếp trên kênh truyền hình quốc gia. Sau đám cưới, đôi tân lang tân nương đã đi thăm hỏi người dân. Người dân Bhutan chờ đợi đám cưới đã lâu, được thỏa sức tụ tập vui chơi ca hát mừng đám cưới nhà vua. Lễ cưới được bắt đầu 3 ngày quốc lễ vui vẻ với các điệu nhảy, ca hát và uống rượu ở các thị trấn và làng mạc. Đám cưới này có một số điểm giống nhau khá thú vị với hôn lễ của hoàng tử William của Anh diễn ra không lâu trước đó.